# باتا (مجارستان)
باتا (به مجاری: Báta) یک شهرداری در مجارستان است که در ناحیه سکسارد واقع شده‌است. باتا ۶۶٫۱۷ کیلومتر مربع مساحت و ۱٬۷۶۷ نفر جمعیت دارد.